# Matchlee Mountain
Matchlee Mountain är ett berg i Kanada.   Det ligger i Strathcona Regional District och provinsen British Columbia, i den sydvästra delen av landet, 3 700 km väster om huvudstaden Ottawa. Toppen på Matchlee Mountain är 1 822 meter över havet, eller 887 meter över den omgivande terrängen. Bredden vid basen är 13,3 km.
Terrängen runt Matchlee Mountain är huvudsakligen bergig, men åt nordväst är den kuperad.Trakten runt Matchlee Mountain är nära nog obefolkad, med mindre än två invånare per kvadratkilometer.. Det finns inga samhällen i närheten.
I omgivningarna runt Matchlee Mountain växer i huvudsak barrskog.